# Ghiacciaio Vindegghallet
Il ghiacciaio Vindegghallet (in norvegese, letteralmente: "Pendio della cresta ventosa") è un ghiacciaio lungo circa 7,5 km situato sulla costa della Principessa Astrid, nella Terra della Regina Maud, in Antartide. Il ghiacciaio, il cui punto più alto si trova a oltre 2050 m s.l.m., si trova in particolare nel gruppo montuoso dei monti Humboldt, dove scorre lungo il versante meridionale del monte Flanuten.

## Storia
Il ghiacciaio Vindegghallet fu scoperto e fotografato per la prima volta nel 1939 grazie a ricognizioni aeree svolte durante la spedizione tedesca Nuova Svevia, 1938-39, ed in seguito rimappato più dettagliatamente da cartografi norvegesi grazie a ricognizioni effettuate nel corso della sesta spedizione antartica norvegese, svoltasi nel 1956-60, che lo battezzarono con il suo attuale nome in associazione con lo sperone Vindegga.